# Équipe de Roumanie de futsal FIFA
Maillots
Actualités
L'équipe de Roumanie de futsal est la sélection nationale représentant la Roumanie dans les compétitions internationales de futsal. 
Les Roumains atteignent les quarts de finale du Championnat d'Europe de futsal en 2012 en Croatie. Ils sont défaits par les Espagnols sur le score de 8 buts à 3.